# Cessna 208 Caravan
Cessna 208 Caravan je jednomotorový turbovrtulový celokovový vzpěrový hornoplošník určený k přepravě až 13 osob s dvoučlennou osádkou, nebo nákladu na krátké a regionální tratě.
První prototyp poprvé vzlétl 9. prosince 1982 a o dva roky později (1984) získal certifikaci od FAA.[zdroj⁠?!]Pohonnou jednotku tvoří turbovrtulový motor Pratt & Whitney Canada PT6A-114A o výkonu 496 kW.
Cessna 208B se nabízí v mnoha konfiguracích podle přání zákazníka. K dispozici jsou i vojenské verze určené jako hlídkovací, záchranné a průzkumné stroje (U-27A). Existuje i varianta s plováky Wipline (hydroplán) – Cessna 208 Caravan Floatplane – ale také další s lyžemi, nebo širšími pneumatikami pro nezpevněná letiště.
Doposud bylo vyrobeno více než 1500 kusů v různých provedeních.[zdroj⁠?!]

## Využívání
Cessna 208 Caravan je znám pro svou nevybíravost v oblasti přistávacích ploch. Je schopen vzletět na dráze o délce pouhých 600 metrů a jen 425 na přistání. Z toho důvodu je často využíván při poskytování humanitární pomoci do vzdálených a těžko přístupných oblastí.
Největším komerčním uživatelem těchto letounů je společnost FedEx Express v počtu cca 250 kusů.[zdroj⁠?!]

## Hlavní technické údaje

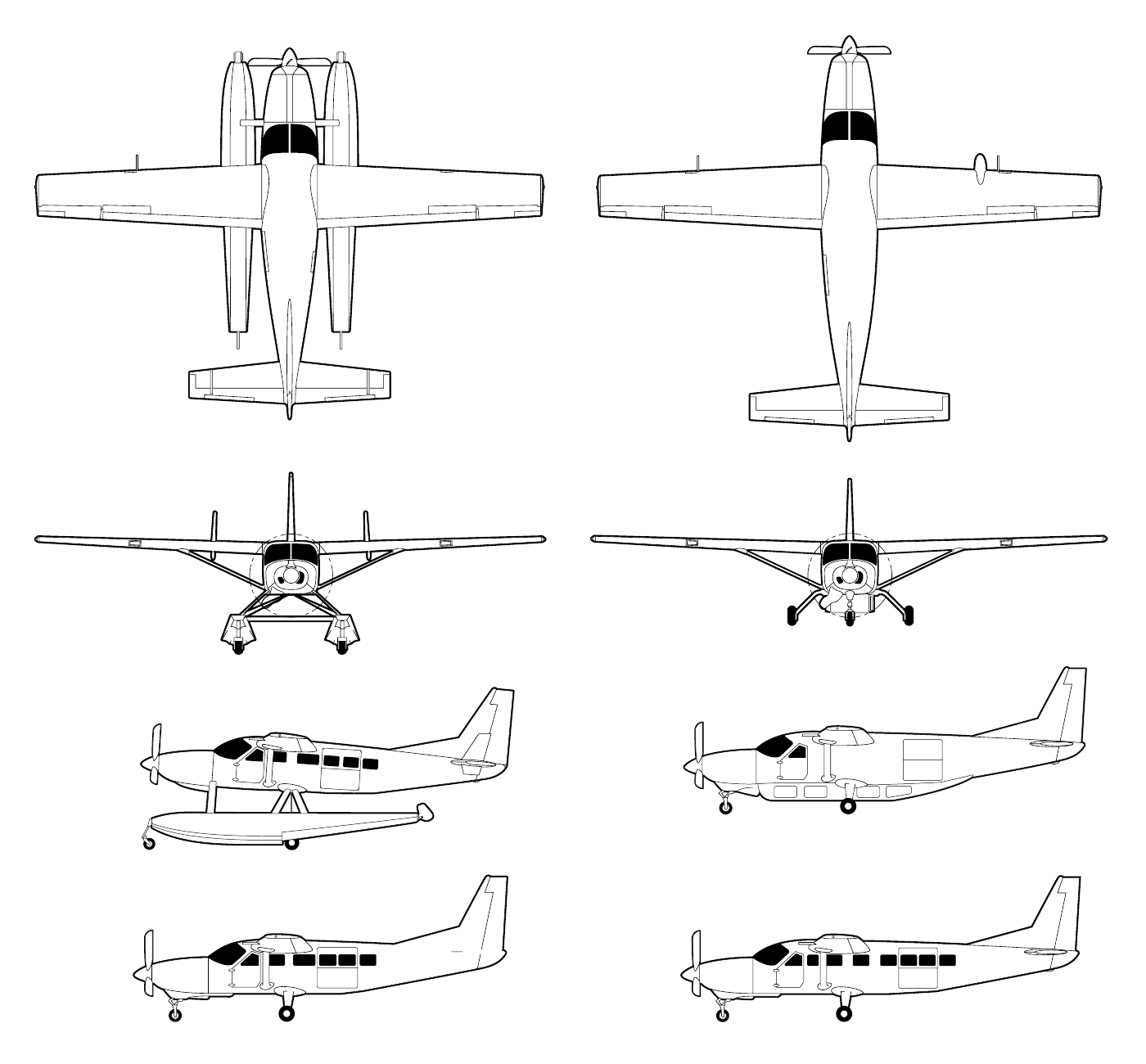
Nákresy různých provedení Cessny 208.

Údaje platí pro letoun Cessna 208 Grand Caravan
- Rozpětí křídel: 15,88 m
- Délka: 12,67 m
- Výška: 4,52 m
- Nosná plocha: 25,96 m²
- Prázdná hmotnost: 2064 kg
- Maximální vzletová hmotnost: 3969 kg
- Maximální rychlost: 355 km/h
- Praktický dostup: 6950 m
- Maximální dolet: 1783 km
- Stoupavost: 3,9 m/s

## Galerie

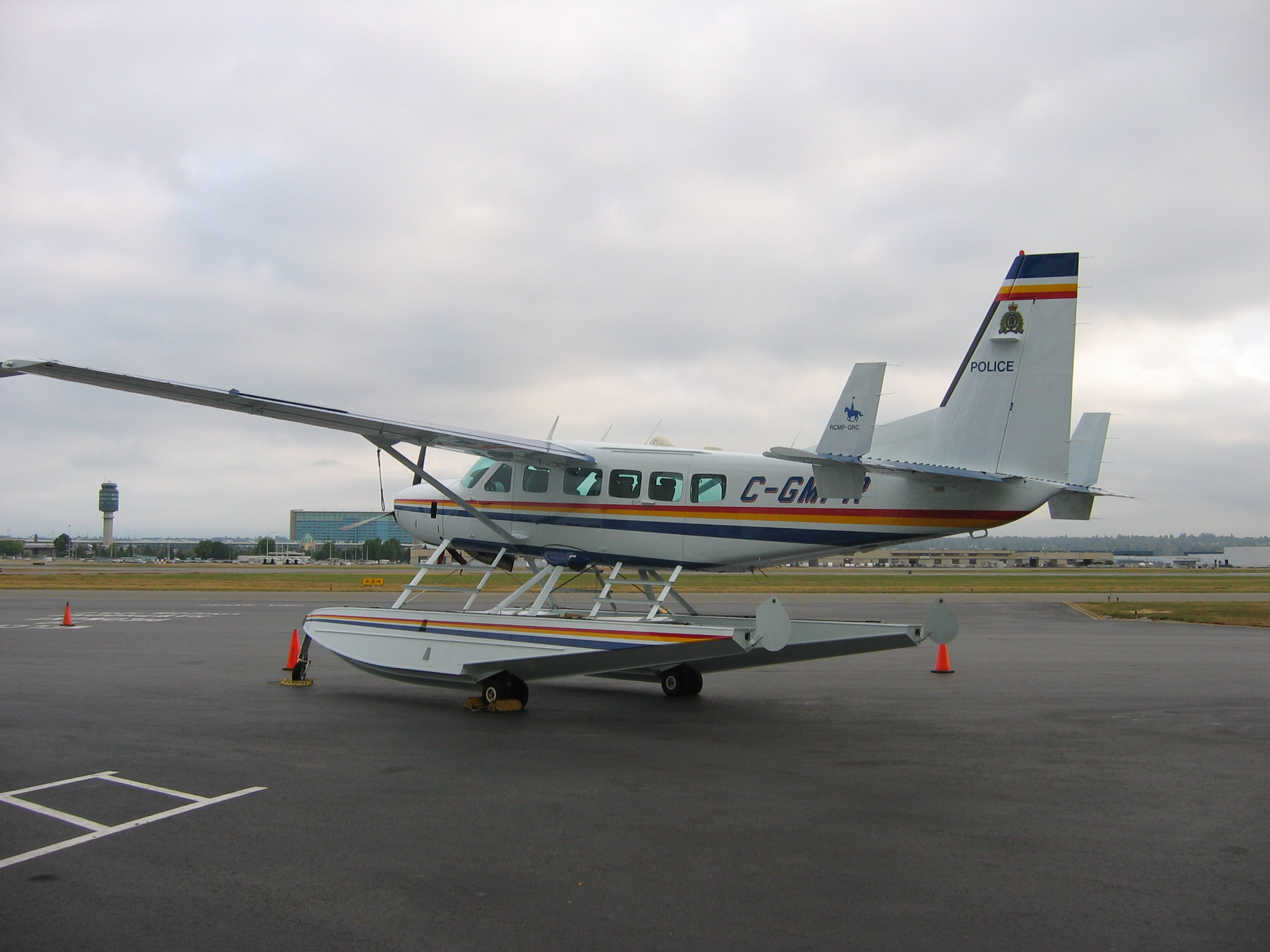
Obojživelná varianta s plováky.
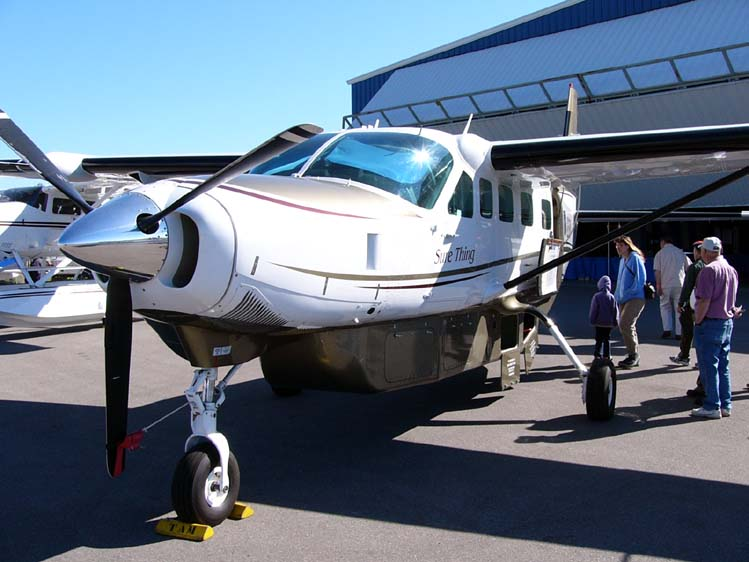
Cessna 208B Grand Caravan před továrnou výrobce ve Wichitě.
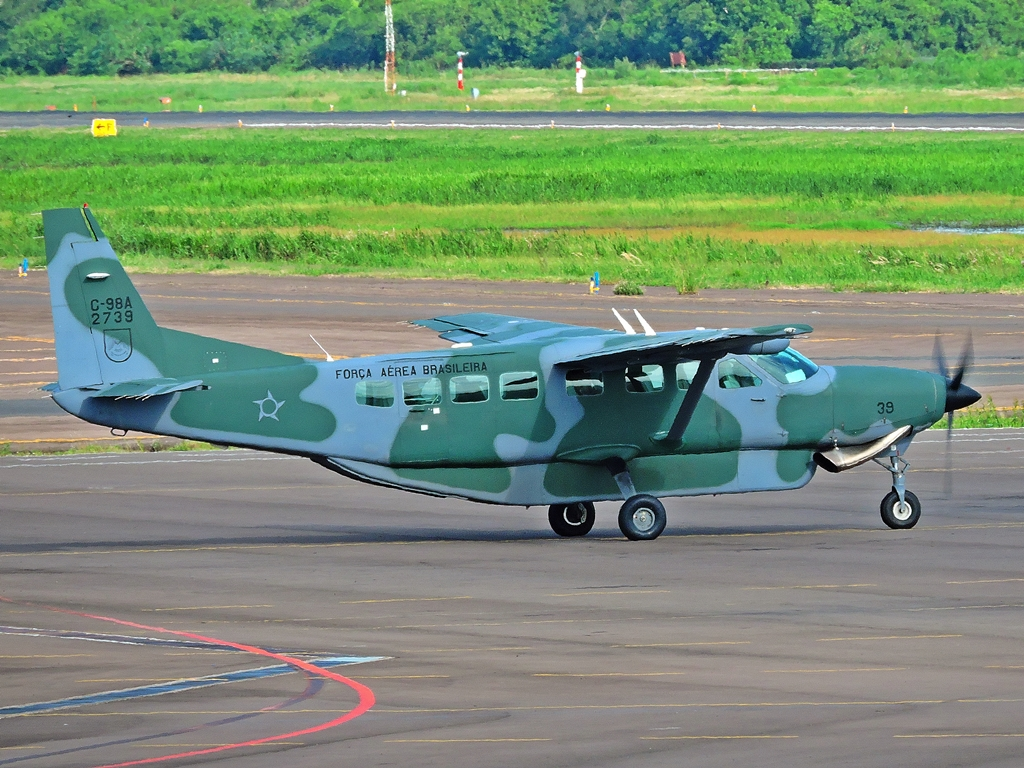
Cessna Caravan Brazilského letectva.